# ハウ?
「ハウ?」 (How?) は1971年に発表されたジョン・レノンの個人名義第二弾アルバム『イマジン』に収録された曲である。
『イマジン』は愛と平和のメッセージアルバムとのイメージが強いが「イッツ・ソー・ハード」でも触れているが第一弾の『ジョンの魂』同様ジョンの生き方を綴ったアルバムでもある。その事はこの曲の歌詞のサビに表されている。
「何々なのにどうやって出来るのだろう」「答えがないのにどうやって答えを見つければいいのだろう」「出来ないよ。出来っこないさ」「わからないよ。わかるわけないさ」「人生は長いのだから強く生きていかなければならない。だけど世の中が辛過ぎて生きていけないと感じることがある」
『イマジン』は『ジョンの魂』の続編でもあるという事がこの曲と「イッツ・ソー・ハード」で如実に表されている。